# Майдарово
Майдарово (до 2005 г. — посёлок совхоза Майдарово) — посёлок сельского типа в Московской области России. Входит в городской округ Солнечногорск. Население — 1251 чел. (2010).

## География
Посёлок Майдарово расположен на севере Московской области, в восточной части округа, примерно в 14 км к юго-востоку от центра города Солнечногорска, в 29 км к северо-западу от Московской кольцевой автодороги, на Московском малом кольце А107, на правом берегу реки Клязьмы.
В посёлке одна улица — Деревенская, приписано одноимённое садоводческое некоммерческое товарищество. Связан автобусным сообщением с Зеленоградом и Солнечногорском. Ближайшие населённые пункты — деревни Бухарово, Ложки и Радумля.

## Население
| 1859 | 1899 | 1966 | 1998  | 2002  | 2010  |
| ---- | ---- | ---- | ----- | ----- | ----- |
| 15   | ↗23  | ↗492 | ↗1603 | ↘1300 | ↘1251 |

## История
В «Списке населённых мест» 1862 года Майдорово (Майдарово) — сельцо 6-го стана Московского уезда Московской губернии по правую сторону Санкт-Петербургского шоссе (из Москвы), в 46 верстах от губернского города, при пруде и речке Клязьме, с 1 двором, заводом и 15 жителями (9 мужчин, 6 женщин).
По данным на 1899 год — деревня Дурыкинской волости Московского уезда с 23 жителями.
В 1932 году был основан совхоз «Майдарово», а в 1966 году в нём насчитывалось 132 хозяйства и проживало 492 человека (222 мужчины, 270 женщин).
В начале 1998 года в посёлке велось 529 хозяйств, проживало 1603 жителя, имелись школа-сад, библиотека, медпункт, почта, АТС, функционировала птицефабрика.
Постановлением правительства Российской Федерации № 96 от 25 февраля 2005 года посёлок совхоза Майдарово был переименован в посёлок Майдарово.
С 1994 до 2006 гг. посёлок входил в Кировский сельский округ Солнечногорского района.
С 2005 до 2019 гг. посёлок включался в Пешковское сельское поселение Солнечногорского муниципального района.
С 2019 года посёлок входит в городской округ Солнечногорск, в рамках администрации которого относится с территориальному управлению Пешковское.